# Judinnan

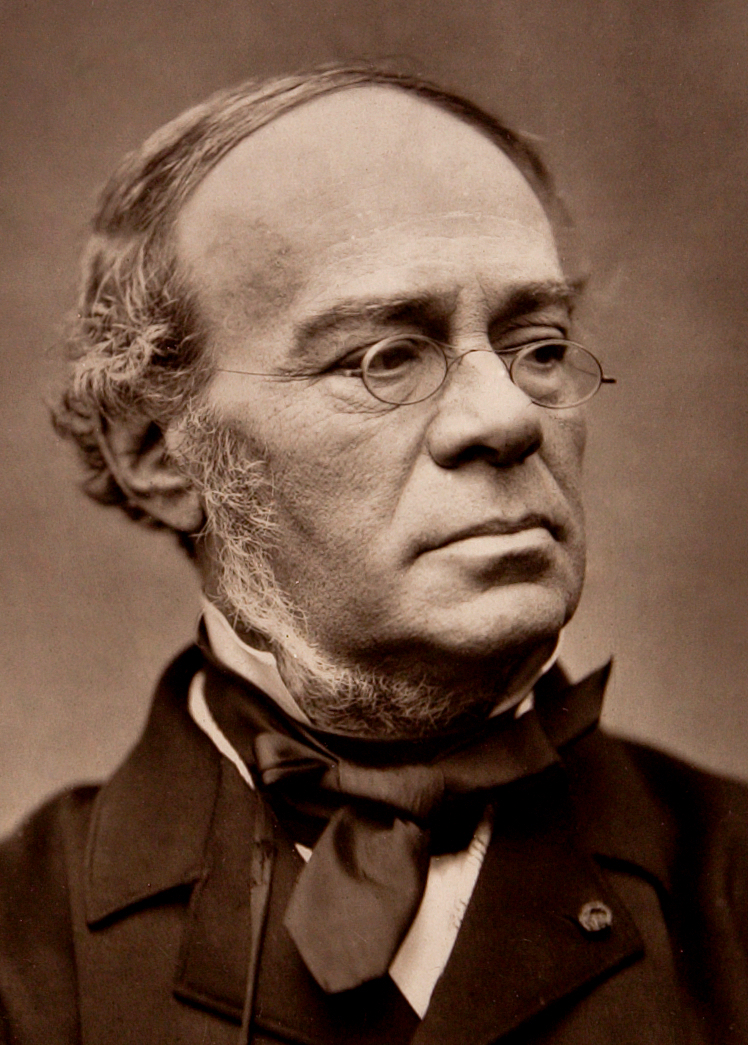
Jacques Frommental Halévy

Judinnan (franska: La juive) är en grand opéra i fem akter med musik av Jacques Fromental Élie Halévy och ett originallibretto av Eugène Scribe.

## Historia
Halévy hade som så många andra blivit sporrade att skriva en grand opéra efter Meyerbeer framgång med Robert le Diable och för att lyckas var man tvungen att komponera i dennes stil som kanske var lite opersonlig, men Halévy lyckades behålla sin personlighet och visar sin särart i den judiska pesachritualen som han skrev på ett mångfacetterat sätt eftersom Halévy själv var jude.
Scribe hade från början erbjudit Rossini texten men avböjde och vände sig sen till Halévy vilket säkrade honom en plats i operahistorien. Halevy skrev Eléazars parti med tenoren Adolphe Nourrit i åtanke och den blev sedan ett av Enrico Carusos glanspartier. Den aria som nu för tiden spelas mest är Elázars Rachel, quand du seugneur la grace tutélaire, vilket är operans mest berömda nummer.
Operan uruppfördes den 13 februari 1835 på Grand Opéra i Paris. Premiären blev Halévys största succé och räknas som hans mästerverk och representerar grand opéra-genren på ett närmast fulländat sätt och den blev snabbt ett repertoarverk. Liksom Meyerbeers operor innehåller även Judinnan masscener, till exempel tredje aktens final där man vid uruppförandet hade hästar på scenen och 300 personer i kör och som statister. 
Den spelades regelbundet fram till 1930-talet. Därefter var den bortglömd för att få en renässans på 2000-talet då den har uppförts på flera stora scener.
Den svenska premiären ägde rum på Stora Teatern, Göteborg 3 november 1864 och på Stockholmsoperan den 5 juni 1866.

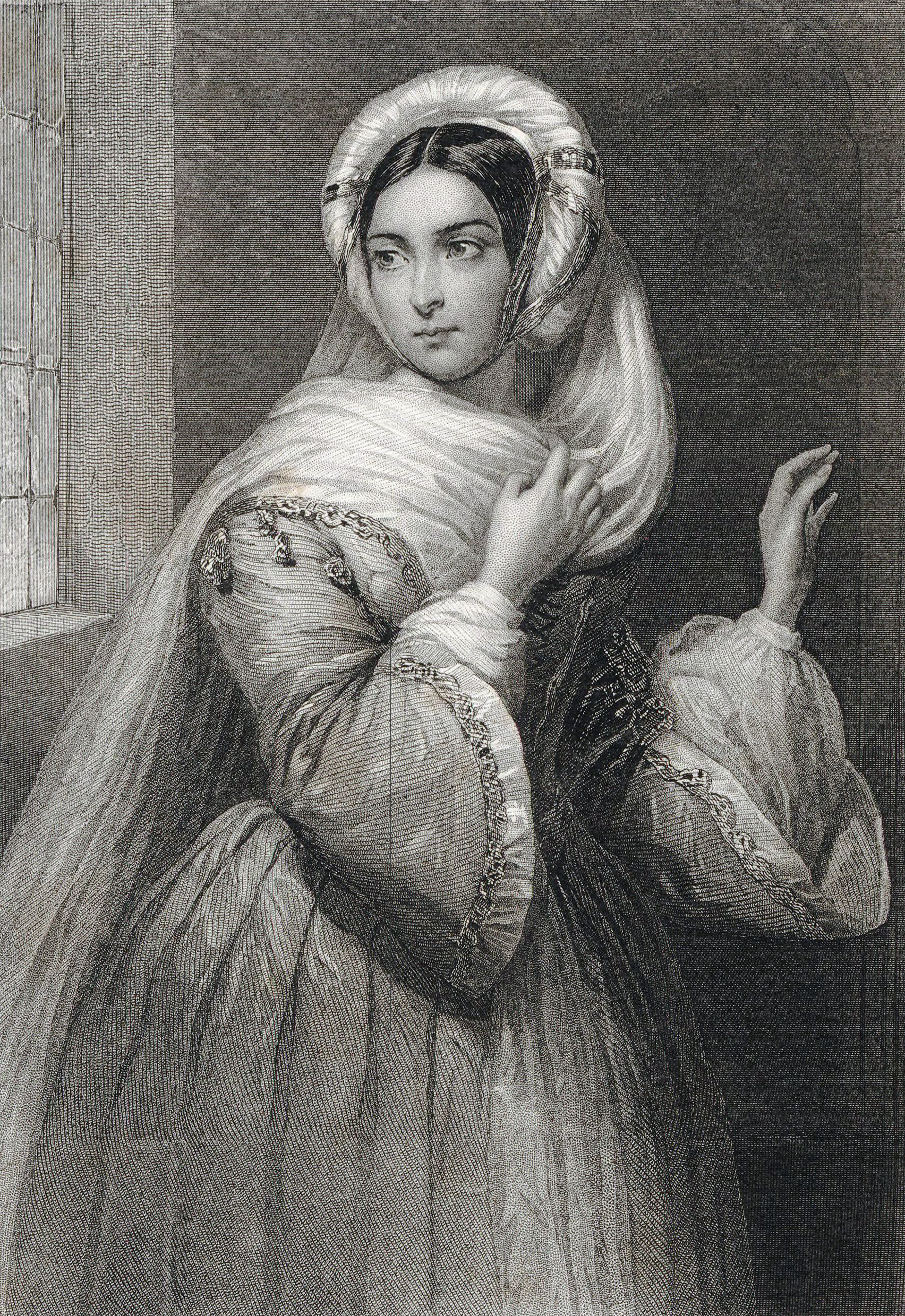
Cornélie Falcon som Rachel 1840

## Personer
- Eléazar, en jude och guldsmed (tenor).
- Rachel, hans dotter (sopran).
- Sigismond/Sigismund, Tysk-romersk kejsare (stum roll).
- Léopold, riksföreståndare (tenor).
- Prinsessan Eudoxi, kejsarens brorsdotter (sopran).
- Kardinal de Brogny (bas).
- Ruggiero, stadsfogde (bas).
- Albert, officer i den kejserliga livvakten (bas).
- Två män ur folket (tenor och bas)
- Kejsarens härold (bas)
- Kejsarens kammarherre (bas)
- Kejserlig officer (tenor)

Borgare, judar, hovfolk, präster, officerare och soldater.

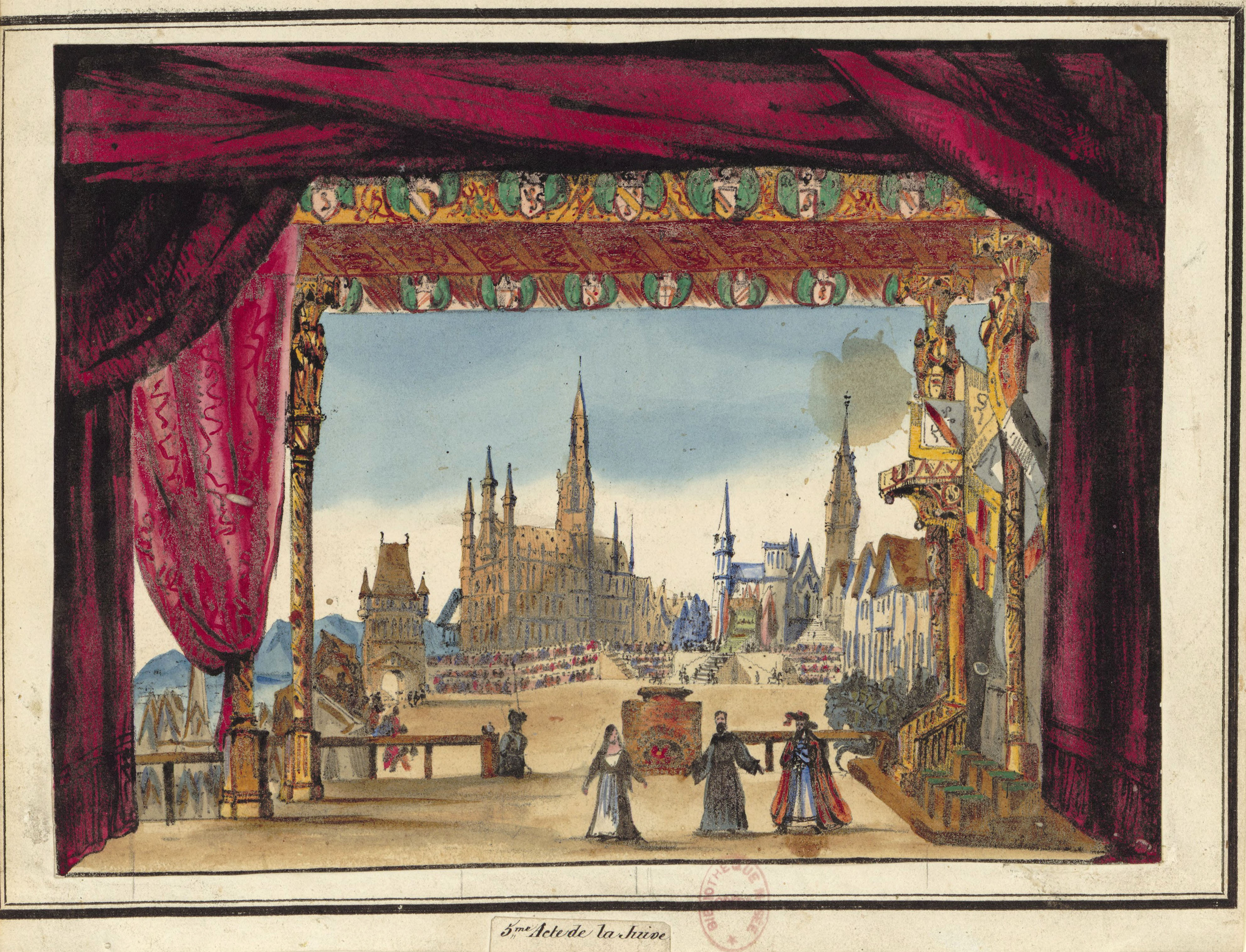
Scenbild för femte akten vid uruppförandet 1835.

## Handling
Operan utspelas i Konstanz år 1414 och handlar om den omöjliga kärleken mellan en kristen man och en judisk kvinna. Både librettisten och komponisten var själva judar och tolerans var ett ämne de ofta berörde. Man har velat se verket som ett försök att förbättra judarnas ställning i dåtidens Frankrike. Samtidigt visar en läsning av texten att Elézar framställs klichéartat som hemlighetsfull, hämndlysten och materialistisk. Samtida recensioner noterar verkets liberala tendens och antiklerikalism, men inte dess judiska tema.
Akt I
I Konstanz firar man riksföreståndaren Leopolds seger över husiterna. Den utlysta helgdagen får inte störas, men från den judiske guldsmeden Eléazar hörs högljudda hammarslag och denne skall därför avrättas tillsammans med dottern Rachel. Kardinal Brogny benådar judarna. En gång i tiden har han som överhuvud för det tysk-romerska magistratet låtit avrätta Eléazars båda söner. Han drabbades därefter av ett svårt öde: hans hustru och dotter dödades av plundrande soldater. Brogny har blivit kardinal och är nu beredd till försoning. Men inte juden. Han har räddat och uppfostrat Brognys dotter, men undanhåller henne från fadern och väntar på hämndens timma.
Akt II
Rachel älskar den unge Samuel, som i verkligheten är riksföreståndaren Léopold som utger sig för att vara jude. Han blir inbjuden att fira pesach i Eléazars hus. Kung Sigismonds brorsdotter Eudoxie har av Eléazar beställt ett smycke, som hon nästa dag skall bära vid sitt bröllop med Léopold. Rachel har under pesachfirandet lagt märke till att Léopold har vägrat att äta det osyrade bröd hon har givit honom och ställer honom till svars. Han erkänner att han är kristen och förbannas därför av Eléazar.
Akt III
Under Leopolds och Eudoxies bröllop överlämnar Eléazar det beställda smycket. Rachel känner i brudgummen igen sin älskade och anklagar honom öppet för att ha haft en förbjuden förbindelse med henne, en judinna. Brogny låter kasta Léopold, Rachel och Eléazar i fängelset.
Akt IV
Eudoxie vill rädda Léopold undan döden och ber Rachel att ensam ta på sig skulden. Av kärlek är Rachel beredd till detta. Brogny, som vill rädda Rachel, uppmanar Eléazar att avsvära sig sin judiska tro. Denne tillbakavisar bestört uppmaningen och hämnas på kardinalen genom att tala om att dennes dotter, som en gång räddade en jude, fortfarande lever. Varken böner eller hot kan förmå honom att yppa mer.
Akt V
Eléazar och Rachel förs till avrättningsplatsen, de skall dö genom att sänkas ned i en kittel med kokande vatten. Tack vare Rachel benådas Léopold, som dock blir bannlyst. Eléazar låter Rachel välja om hon vill bli kristen eller inte. Men hon tror att han är hennes riktige far och vägrar. I samma ögonblick som Rachel dör avslöjar Eléazar sanningen för Brogny.